# گرافتون (آیووا)
گرافتون (به انگلیسی: Grafton) شهری در ایالت آیووا کشور ایالات متحده آمریکا است که جمعیت آن در سرشماری سال ۲۰۱۰ میلادی، ۲۵۲ نفر بوده‌است.